# Mielowce (rejon brasławski)
Mielowce (biał. Мелеўцы; ros. Мелевцы) – wieś na Białorusi, w obwodzie witebskim, w rejonie brasławskim, w sielsowiecie Achremowce.

## Historia
W czasach zaborów wieś w gminie Przebrodź, w powiecie dzisieńskim, w guberni wileńskiej Imperium Rosyjskiego.
W latach 1921–1945 wieś leżała w Polsce, w województwie wileńskim, w powiecie dziśnieńskim, od 1926 roku w powiecie brasławskim, w gminie Przebrodzie.
Według Powszechnego Spisu Ludności z 1921 roku zamieszkiwało tu 135 osób, 131 było wyznania rzymskokatolickiego a 4 prawosławnego. Jednocześnie 104 mieszkańców zadeklarowało polską, 31 białoruską przynależność narodową. Było tu 29 budynków mieszkalnych. W 1931 w 28 domach zamieszkiwały 124 osoby.
Wierni należeli do parafii rzymskokatolickiej i prawosławnej w Ikaźni. Miejscowość podlegała pod Sąd Grodzki w Brasławiu i Okręgowy w Wilnie; właściwy urząd pocztowy mieścił się w Przebrodziu.
W wyniku napaści ZSRR na Polskę we wrześniu 1939 miejscowość znalazła się pod okupacją sowiecką. 2 listopada została włączona do Białoruskiej SRR. Od czerwca 1941 roku pod okupacją niemiecką. W 1944 miejscowość została ponownie zajęta przez wojska sowieckie i włączona do Białoruskiej SRR. 
Od 1991 w składzie niepodległej Białorusi.